# Miyako Endo
Miyako Endo (遠藤 みやこ, Endo Miyako) (née le 21 mars 1965 à Tokyo, au Japon) est une seiyū japonaise.

## Filmographie

### OAV
- Amada Anime Série : Super Mario Bros. voix : Peach, Toad et Wendy O. Koopa